# 附片鼠尾草
附片鼠尾草（学名：Salvia appendiculata）是唇形科鼠尾草属的植物，是中国的特有植物。分布在中国大陆的广东等地，生长于海拔700米的地区，一般生于溪边旷野或林灌丛中，目前尚未由人工引种栽培。